# Peter Mikhailovič Kaptzevič
Pötr Mihajlovič Kapcevič (russo Пётр Михайлович Капцевич; 1772 – Nikolskoye, 3 luglio 1840) è stato un generale russo.
Fu il primo governatore della Siberia occidentale.

## Biografia
Membro di una famiglia della piccola nobiltà russa, studiò artiglieria ed ingegneria nel corpo dei cadetti dell'esercito imperiale russo.
Prestò servizio sotto il generale Aleksej Andreevič Arakčeev e nel 1812 ottenne il comando della 7ª divisione di fanteria, distinguendosi nelle battaglie di Smolensk e Borodino. Nel 1813 comandò il 10º corpo di fanteria. Nella battaglia di Lipsia, Kaptzevič, nonostante un grave trauma cranico, fu uno dei primi a fare irruzione in città. Fu insignito, il 6 ottobre 1813, della II classe dell'Ordine di San Giorgio.
Nel 1819 venne nominato comandante di corpo siberiano e comandante dell'esercito cosacco in Siberia, divenendo dal 1822 il primo governatore generale della Siberia occidentale, dove non solo si impegnò per migliorare la vita degli esuli della società russa che qui perlopiù dimoravano, ma rimise in sesto anche le locali forze armate.
Secondo le memorie del barone Modest Andreevič Korf, "Kaptsevič era un chiacchierone senza limiti, estremamente noioso, ossessivo, intollerabile e pedante. Tra tante stranezze, si distingueva per il fatto di amare parlare frequentemente il francese. Essendo sempre stato di buona salute, gli capitò di ammalarsi nella primavera del 1840 e di doversi portare all'estero per curarsi al meglio: lo zar gli concesse 50.000 rubli come indennità di viaggio, soldi che egli aveva ad ogni modo avuto la sfacciataggine di chiedere alla corte".
Morì il 3 luglio 1840 e venne sepolto nel villaggio di Nikolskoye, distretto di Sakmarsky nella regione di Orenburg, vicino alla chiesa.